# Atlet
För trucktillverkaren se Atlet (företag).

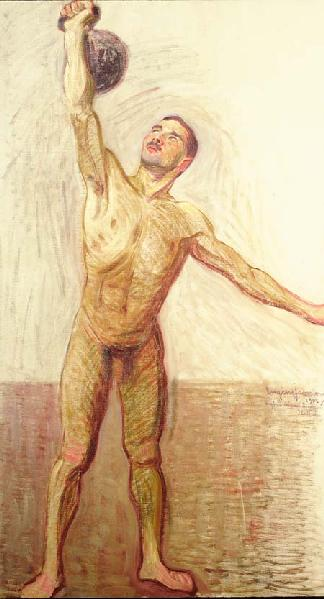
Tyngdlyftare (av Eugène Jansson 1915).

En atlet (grekiska: athletes, kämpe) är en person som utövar sport eller idrott. 
I allmän betydelse är atlet beteckningen på en kroppsligt ovanligt stark person eller den med muskulös kroppsbyggnad. Atletisk kroppsbyggnad nämns i Kretschmers konstitutionslära.
I idrottssammanhang har ordet atlet på svenska främst använts för brottare och tyngdlyftare vilket bland annat avspeglas i att många idrottsklubbar med sådan inriktning kallat sig atletklubb, till exempel Trollhättans Atletklubb. 
En atlet kan även vara en yrkesmässigt och offentligt uppträdande kraftkonstnär. En känd svensk atlet med internationell karriär i början av 1900-talet var Arvid Andersson, ”Starke Arvid”. En tandatlet är en person som uppträder på cirkus och liknande platser med att lyfta eller flytta tunga föremål med hjälp av tänderna.

## Etymologi
I forntidens Grekland och Romarriket kallades tävlingsdeltagare för atlet och kunde vara brottare, kapplöpare med mera. Se Atlas för en koppling till omänsklig styrka.

### Anglicism
På engelska betyder athlete friidrottare och idrottare (manlig eller kvinnlig) i allmänhet. Svensk ordbok säger att atlet använts i motsvarande betydelse från mitten av 1800-talet, med en ökning under 1990-talet. För att undvika missförstånd rekommenderas det inte.